# Pseudovigna puerarioides
Pseudovigna puerarioides là một loài thực vật có hoa trong họ Đậu. Loài này được Ern miêu tả khoa học đầu tiên.